# Hasihin Sanawi
Hasihin Sanawi (Kuala Lumpur, 15 de junio de 1983) es un deportista malasio que compitió en tiro con arco adaptado. Ganó una medalla de plata en los Juegos Paralímpicos de Londres 2012 en la prueba recurvo individual (clase W1/W2).

## Palmarés internacional
| Juegos Paralímpicos | Juegos Paralímpicos   | Juegos Paralímpicos | Juegos Paralímpicos      |
| Año                 | Lugar                 | Medalla             | Prueba                   |
| ------------------- | --------------------- | ------------------- | ------------------------ |
| 2012                | Londres (Reino Unido) | Medalla de plata    | Recurvo individual W1/W2 |